# Энн Мари Риос
Энн Мари Риос (англ. Ann Marie Rios, род. 5 сентября 1981) — американская порноактриса.

## Биография
Она училась в актёрской академии Ван Мара в Голливуде, а также получила лицензию на торговлю недвижимостью в возрасте 18 лет. В апреле 2001 года, в возрасте 19 лет она пришла в порноиндустрию В 2003 году она разработала дизайн секс-игрушки AnnMarie Signature Juicer для производителя Phalli. В этом же году она снялась в видеоклипе Марка Ронсона. Она также исполнила небольшую роль в сериале Skin компании Fox. В 2003 году она подписывает эксклюзивный контракт со студией Metro Interactive, а в 2004 году состоялся её дебют в роли режиссёра. Под её руководством был снят фильм Babes Illustrated 14. В 2005 году, вернувшись после годового отсутствия, она добавила к своему сценическому псевдониму фамилию Риос, чтобы отразить своё латиноамериканское происхождение,. В 2009 году она стала президентом студии Erotique Entertainment.
Риос также вела шоу на радио KSEXradio и Playboy Radio, а также телевизионных шоу на каналах Spice Channel и Playboy TV. Она также была автором нескольких колонок на веб-сайтах. Она идентифицирует себя как бисексуалка.

## Премии и номинации
| Год  | Премия     | Результат | Категория | Фильм                |
| ---- | ---------- | --------- | --- | -------------------- |
| 2004 | AVN Award  | Номинация | Лучшая актриса — Видео | Babes Illustrated 13 |
| 2004 | AVN Award  | Номинация | Best All-Girl Sex Scene — Video с Ред Хэвен и Рамоной Лав | Babes Illustrated 13 |
| 2004 | AVN Award  | Победа    | Best Group Sex Scene, Film с Дрю Бэрримор, Тейлор Сент Клер, Саванной Сэмсон, Дэйлом Дабоном, Мики Джи и Стивеном Сент Круа                                            | Looking In           |
| 2009 | AVN Award  | Номинация | Best All-Girl Couples Sex Scene с Санни Леоне | Sunny Loves Matt     |
| 2009 | AVN Award  | Номинация | Лучшая сцена орального секса | Head Case 4          |
| 2009 | AVN Award  | Номинация | Лучшее исполнение стриптиза | Chicks and Salsa 5   |
| 2009 | AVN Award  | Номинация | Не подписанная старлетка года | н/д                  |
| 2009 | XRCO Award | Номинация | Лучшее возвращение | н/д                  |
| 2010 | AVN Award  | Номинация | Best POV Sex Scene | Fucked on Sight 6    |
| 2010 | AVN Award  | Номинация | Исполнительница года | н/д                  |
| 2011 | AVN Award  | Номинация | Best All-Girl Group Sex Scene с Санни Леоне, Хизер Вандевен и Сарой Слоан                                                                                              | Girlfriends 2        |
| 2011 | AVN Award  | Номинация | Самая жёсткая сцена секса с Эми Брук, Энди Сан Димас, Эшли Орион, Чарли Чейз, Кристиной Роуз, Моник Александр, Сэмми Роудс, Синн Сэйдж, Тарой Линн Фокс и Белладонной) | Party of Feet 2      |
| 2011 | XBIZ Award | Номинация | Acting Performance of the Year — Female | The Engagement Party |
| 2011 | XBIZ Award | Номинация | Порнозвезда года | AnnMarieRios.com     |
| 2012 | AVN Award  | Номинация | Best All-Girl Group Scene с Алексис Тексас, Кристиной Роуз и Синн Сэйдж                                                                                                | Party of Feet 3      |
| 2012 | AVN Award  | Номинация | Best Girl/Girl Sex Scene with Alexis Texas | Dirty Panties        |
| 2012 | AVN Award  | Номинация | Лучшая актриса второго плана | Escaladies           |
| 2012 | AVN Award  | Номинация | Most Outrageous Sex Scene с Алексис Тексас, Кристиной Роуз и Синн Сэйдж                                                                                                | Party of Feet 3      |
| 2012 | XBIZ Award | Номинация | Порнозвезда года | AnnMarieRios.com     |
| 2013 | XBIZ Award | Номинация | Best Actress—Couples-Themed Release | Venus in Furs        |